# Cacia parelegans
Cacia parelegans är en skalbaggsart som beskrevs av Stefan von Breuning 1982. Cacia parelegans ingår i släktet Cacia och familjen långhorningar. Inga underarter finns listade.